# Rhaphidophora oligosperma
Rhaphidophora oligosperma — вид квіткових рослин із родини Araceae, роду Rhaphidophora. Це ліана, рідним ареалом якої є Молуккські острови, о. Нова Гвінея?.